# AB Poland Travel
AB Poland Travel – polski touroperator oraz DMC z siedzibą w Warszawie. Firma została założona w 2012 roku przez Piotra Sienickiego i specjalizuje się w obsłudze klientów zagranicznych. Biuro oferuje wycieczki (historyczne, aktywne) po Polsce i Europie Środkowej dla grup i turystów indywidualnych. AB Poland Travel jest członkiem Warszawskiej Organizacji Turystycznej i Forum Turystyki Przyjazdowej w ramach Polskiej Organizacji Turystycznej. Jest również wpisany do Centralnej Ewidencji Organizatorów Turystyki i Przedsiębiorców Ułatwiających Nabywanie Powiązanych Usług Turystycznych pod numerem 1293.

## Nagrody
- Nagroda Tripadvisor Travellers' Choice (wcześniej Certyfikat Doskonałości) - co roku od 2016 r.[2]
- World Travel Award w kategorii Poland's Leading Tour Operator w 2020[3]  i 2021 roku[4]